# Samuel Łaszcz

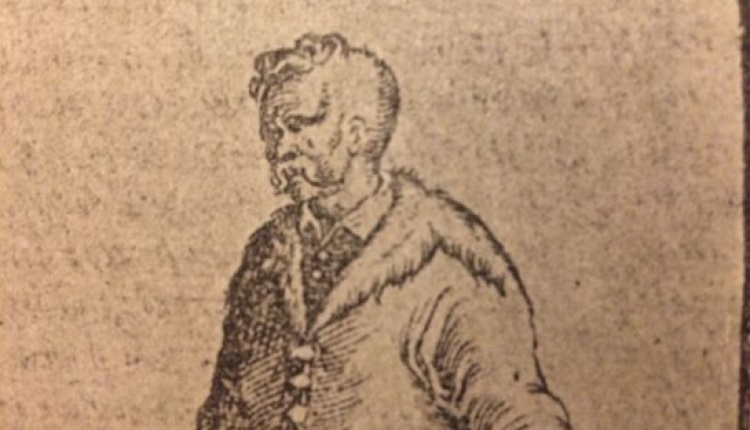
łaszczówka – styl fryzury męskiej rozpowszechnionej dzięki Samuelowi Łaszczowi

Samuel Łaszcz Tuczapski herbu Prawdzic (ur. 1588, zm. 15 lutego 1649 w Krakowie) – strażnik wielki koronny w latach 1630–1646, żołnierz, awanturnik, warchoł, infamis (270 wyroków skazujących go na banicję i infamię) i zagończyk.

## Życiorys
Był synem Aleksandra Łaszcza chorążego bełskiego, wnukiem Aleksandra kasztelana czerskiego.
W zaciągach koronnych wystąpił po raz pierwszy w latach 1617–1618 już jako rotmistrz chorągwi kozackiej wojska kwarcianego. W czasie utarczek z Tatarami w 1617 udało mu się odbić jasyr, który zwrócił właścicielowi Stanisławowi Koniecpolskiemu, wówczas hetmanowi polnemu koronnemu, swojemu późniejszemu wieloletniemu protektorowi.
Pod koniec 1618 zapadł na Łaszcza pierwszy wyrok banicji za udział w spaleniu miasteczek Jarosławka i Michałówka, w związku z czym schronił się na dwa lata na Niżu. Pojawił się ponownie w początkach 1621 w czasie intensywnych przygotowań do wojny z Turcją. Odznaczył się w 1621 w czasie bitwy pod Chocimiem, za oddane tam usługi został chorążym podolskim. Rotmistrz sowity województwa kijowskiego w 1620 i 1627 roku. Poseł kijowski na sejm 1627 roku. Walczył od listopada 1626 do sierpnia 1629 ze Szwedami, stacjonował w głównym obozie wojennym w rejonie Tczewa. We wrześniu 1629 znalazł się na Rusi i wyruszył pod komendą regimentarza Stefana Chmieleckiego do walki z dużym najazdem Tatarów krymskich. W marcu 1630 został starostą owruckiem (odstąpił je Jerzemu Niemiryczowi w 1642 roku), walczył z Kozakami. Ukoronowaniem kariery wojskowej Łaszcza stało się nadane mu 25 listopada 1630 stanowisko strażnika koronnego.
W nagrodę za zasługi w obronie granic Rzeczypospolitej dostał w 1634 starostwo kaniowskie. Wybuch nowego powstania kozackiego pod wodzą Pawluka w grudniu 1637 wciągnął Samuela na powrót do służby publicznej. W początkach 1639 r. otrzymał skonfiskowany na Kozakach Trechtymirów z trzema wsiami. Gdy jednak w 1648 wybuchło powstanie Chmielnickiego, Łaszcz znów stanął do walki, biorąc udział w starciu pod Machnówką i w trzydniowej bitwie pod Konstantynowem. 20 września 1648 w pierwszym dniu niesławnej bitwy pod Piławcami przyczynił się walnie do zdobycia przeprawy na rzece Ikwie, za co sejm koronacyjny ze stycznia 1649 przywrócił go do czci.
Samuel używał również nadal tytułu i faktycznie sprawował funkcje strażnika. Własnym kosztem zorganizował kilka chorągwi awanturników utrzymujących się z rozboju. Osławiony szlachcic z czasów Rzeczypospolitej Obojga Narodów skazany 236 razy na banicję oraz 47 obłożony infamią za gwałty i rabunki kończył życie w Krakowie, opuszczony przez wszystkich, z wyjątkiem grajka Cygana i nieustępliwych wierzycieli. Plotka głosi, iż niewykonanymi wyrokami sądowymi podbijał sobie delię płaszcza. Pochowany został w nieistniejącym już dziś kościele św. Szczepana.
Z żoną Katarzyną Kaszowską miał córkę Zofię i dwóch synów Michała i Piotra zmarłych bezpotomnie.
W Słowniku geograficznym Królestwa Polskiego w haśle Makarów Edward Rulikowski obszernie opisuje jego zatarg z rodziną Makarowiczów.
Pojawia się w powieściach Henryka Sienkiewicza Ogniem i mieczem oraz Potop.